# Masashi Miyamura
Masashi Miyamura (jap. 宮村 正志, Miyamura Masashi; * 18. Februar 1969 in der Präfektur Tokio) ist ein ehemaliger japanischer Fußballspieler.

## Karriere
Miyamura erlernte das Fußballspielen in der Schulmannschaft der Naruse High School. Seinen ersten Vertrag unterschrieb er 1987 bei Yomiuri. Der Verein spielte in der höchsten Liga des Landes, der Japan Soccer League. 1992 wechselte er zum Zweitligisten Fujita Industries. 1993 wurde er mit dem Verein Meister der Japan Football League. Für den Verein absolvierte er 12 Spiele. 1994 wechselte er zum Ligakonkurrenten Fujieda Blux (heute: Avispa Fukuoka). 1995 wurde er mit dem Verein Meister der Japan Football League und stieg in die J1 League auf. Für den Verein absolvierte er 69 Spiele. 1998 wechselte er zum Zweitligisten Mito Hollyhock. Für den Verein absolvierte er 24 Spiele. Ende 1998 beendete er seine Karriere als Fußballspieler.

## Erfolge
Yomiuri
- Japan Soccer League

Meister: 1990/91, 1991/92
Vizemeister: 1989/90
- JSL Cup

Sieger: 1991
- Kaiserpokal

Sieger: 1987
Finalist: 1991